# Nubaia
Nubaia is een geslacht van wantsen uit de familie van de Miridae (Blindwantsen). Het geslacht werd voor het eerst wetenschappelijk beschreven door Linnavuori in 1975.

## Soorten
Het genus bevat de volgende soorten:

- Nubaia hatsepsowe Linnavuori, 1993
- Nubaia longiceps Linnavuori, 1975